# Шлассер (Пенсільванія)
Шлассер (англ. Schlusser) — переписна місцевість (CDP) в США, в окрузі Камберленд штату Пенсільванія. Населення — 6806 осіб (2020).

## Географія
Шлассер розташований за координатами 40°14′35″ пн. ш. 77°10′38″ зх. д. / 40.24306° пн. ш. 77.17722° зх. д. (40.243030, -77.177324).  За даними Бюро перепису населення США в 2010 році переписна місцевість мала площу 7,75 км², з яких 7,56 км² — суходіл та 0,19 км² — водойми.

## Демографія
Згідно з переписом 2010 року, у переписній місцевості мешкало 5265 осіб у 2180 домогосподарствах у складі 1496 родин. Густота населення становила 679 осіб/км².  Було 2265 помешкань (292/км²).
Расовий склад населення:
| - 91,0 % — білих - 3,8 % — чорних або афроамериканців - 1,9 % — азіатів - 0,2 % — корінних американців |

До двох чи більше рас належало 2,1 %. Частка іспаномовних становила 2,5 % від усіх жителів.
За віковим діапазоном населення розподілялося таким чином: 22,2 % — особи молодші 18 років, 63,2 % — особи у віці 18—64 років, 14,6 % — особи у віці 65 років та старші. Медіана віку мешканця становила 40,3 року. На 100 осіб жіночої статі у переписній місцевості припадало 95,9 чоловіків;  на 100 жінок у віці від 18 років та старших — 92,7 чоловіків також старших 18 років.
Середній дохід на одне домашнє господарство  становив 74 175 доларів США (медіана — 58 239), а середній дохід на одну сім'ю — 77 962 долари (медіана — 71 644). Медіана доходів становила 49 429 доларів для чоловіків та 35 612 долари для жінок. За межею бідності перебувало 6,8 % осіб, у тому числі 11,3 % дітей у віці до 18 років та 2,9 % осіб у віці 65 років та старших.
Цивільне працевлаштоване населення становило 2744 особи. Основні галузі зайнятості: освіта, охорона здоров'я та соціальна допомога — 22,2 %, виробництво — 19,0 %, роздрібна торгівля — 14,7 %.